# Hypercompe eminens
Hypercompe eminens är en fjärilsart som beskrevs av Edwards 1884. Hypercompe eminens ingår i släktet Hypercompe och familjen björnspinnare. Inga underarter finns listade i Catalogue of Life.